# Dicranomyia (Dicranomyia) flavobrunnea
Dicranomyia (Dicranomyia) flavobrunnea is een tweevleugelige uit de familie steltmuggen (Limoniidae). De soort komt voor in het Oriëntaals gebied.